# Northern Foods
Northern Foods, è un'azienda brittanica con sede a Wakefield, specializzata in prodotti alimentari di proprietà della 2 Sisters Food Group.

## Storia
L’azienda fu fondata da Alec Horsley nel 1937 come attività lattiero-casearia a conduzione familiare con sede a Holme-on-Spalding-Moor. Durante gli anni della guerra, Horsley acquisì numerosi caseifici concorrenti della zona, trasformando l’impresa in una delle principali realtà del settore lattiero nella regione dell’Humber. Nel 1942, l’azienda fu registrata ufficialmente con il nome di Northern Dairies e divenne una società per azioni nel 1956.
Nel 1958, Nicholas Horsley, figlio di Alec, entrò in azienda come manager tirocinante e divenne direttore nel 1963. Il suo primo successo imprenditoriale fu l’acquisto a basso costo di una quota della piccola azienda di gelati Mr Whippy, che rivendette a Charles Forte due anni dopo, ottenendo un notevole guadagno.
In quel periodo, come molte altre aziende casearie, Northern Dairies generava grandi flussi di cassa grazie al sistema di prezzi garantiti sostenuto dal governo britannico tramite il Milk Marketing Board, un organismo nato nel dopoguerra per contrastare la carenza di generi alimentari. Questi ricavi permisero all’azienda di finanziare una strategia di diversificazione nel settore alimentare. Nel 1972, Northern Dairies cambiò nome in Northern Foods.
Il cognato di Nick Horsley, Christopher Haskins, si trovò casualmente in aereo accanto a un dirigente di Marks & Spencer (M&S) che stava avviando un nuovo punto vendita a Belfast. Da quell’incontro nacque una collaborazione: M&S iniziò ad acquistare latte da Northern Foods, seguiti poi da yogurt e altri alimenti, incluso il primo trifle fresco fornito alla catena. Questo contratto si sviluppò rapidamente fino a raggiungere oltre mezzo miliardo di sterline all’anno in vendite alimentari a M&S. Northern Foods produceva anche alimenti per altri rivenditori, purché non in concorrenza diretta. La strategia aziendale si consolidò così nell’acquisizione e integrazione di fornitori di M&S.
Nel 1986, Northern Foods costruì a Grantham la Fenlands Food Factory, uno stabilimento interamente dedicato a Marks & Spencer, con un investimento di 8 milioni di sterline. All’epoca, era considerato lo stabilimento alimentare tecnologicamente più avanzato d’Europa.
Sotto la guida di Nick Horsley, l’azienda ampliò con successo il proprio portafoglio, includendo marchi come Park Cakes (prodotti da forno per M&S), Smith’s Flour Milling, la birreria Hull Brewery, Fox’s Biscuits, Pork Farms e numerose piccole imprese. Fu proprio in questo periodo che Northern Foods fu pioniera nel mercato dei pasti pronti refrigerati e dei sandwich nei supermercati.
Nicholas Horsley andò in pensione anticipatamente a causa di una rara malattia genetica degenerativa e, nel 1986, Christopher Haskins ne assunse la presidenza. Nel novembre 1991, Northern Foods acquisì Express Dairies dal gruppo Grand Metropolitan.
Nel 1994, con l’abolizione del Milk Marketing Board, i prezzi del latte nei supermercati diminuirono sensibilmente. La perdita dei margini elevati derivanti dalla vendita del latte colpì tutte le aziende casearie, inclusa Northern Foods. Per rispondere alla crisi, nel 1998, Northern Foods effettuò la scissione di Express Dairies, i cui margini ridotti stavano influenzando negativamente il prezzo delle azioni del gruppo. Entrambe le società vennero inserite nel FTSE 250.
Successivamente, Express Dairies fu acquisita in più fasi dalla cooperativa danese-svedese Arla Amba, con il completamento dell’operazione nel 2003.

### XXI secolo
Christopher Haskins lasciò la carica di CEO nel 2002, venendo sostituito da Jo Stewart. Nel marzo 2004, fu nominata come nuovo CEO Patricia O’Driscoll, che in precedenza aveva lavorato nel settore dei prodotti freschi per Tesco e presso la compagnia petrolifera Shell.
Nel luglio 2004, Marks & Spencer (M&S) fu oggetto di un tentativo di acquisizione da parte di Philip Green. L'offerta venne respinta, ma come conseguenza delle pressioni degli azionisti, M&S adottò un approccio più transazionale nei rapporti con i fornitori. Iniziò quindi a ridurre i volumi acquistati dalle fabbriche di Northern Foods, nel tentativo di diversificare la propria base di approvvigionamento. Questo portò a quattro profit warnings consecutivi.
Nel 2005, O’Driscoll avviò un ambizioso programma di ristrutturazione aziendale. Nel febbraio 2006, assunse Stefan Barden, ex CEO di Heinz UK & Ireland, con il ruolo di CEO designato per supportare tale trasformazione. Durante quello stesso anno, completarono il piano di ristrutturazione, vendendo diversi asset tra cui la rete logistica per i prodotti freschi NFT (Network Food Transport), il comparto della macinazione della farina Smiths, il business dei dolci da forno Park Cakes, il pane speciale Fletchers e i prodotti da forno freschi Pork Farms Bowyers. Tutti questi asset furono ceduti al fondo di private equity Vision Capital. Furono inoltre chiusi gli stabilimenti di Green Isle Boyle e Trafford Park Bakery, con la produzione trasferita ad altri siti interni o affidata a terzi, come ad esempio Ginsters. Completata la ristrutturazione, O’Driscoll si dimise e Barden assunse la guida come CEO nel 2007. I successivi 16 trimestri registrarono crescita delle vendite e aumento dei margini, nonostante un contesto difficile caratterizzato da sovracapacità produttiva, volatilità dei prezzi delle materie prime e forti pressioni sui prezzi da parte dei clienti.
Tuttavia, mentre l’attività operativa si era stabilizzata, emerse un grave problema: il fondo pensione aziendale. In seguito alla crisi finanziaria del 2008, il fondo passò da una situazione di surplus a un deficit significativo di circa 150 milioni di sterline. Per far fronte a questa criticità, fu proposta una fusione paritetica con Greencore, ma il fondo pensione preferì le garanzie offerte da 2 Sisters PLC, che portò a termine l’acquisizione con successo nel maggio 2011.
Il 13 maggio 2011, a seguito del completamento dell’acquisizione da parte della 2 Sisters Food Group, Northern Foods fu ufficialmente delistata dalla Borsa di Londra, ponendo fine alla sua esistenza come società per azioni indipendente.
L’11 settembre 2020, Northern Foods vendette il marchio Fox’s Biscuits al gruppo italiano Ferrero.

## Marchi
Elenco dei principali marchi di produzione che sono stati soggetti al controllo dell’azienda Northern Foods. A seguito dell'acquisizione da parte di 2 Sisters Food Group, i marchi detenuti sono stati integrati nella nuova società:
| Marchio                      | Categoria                           | Stato attuale                                                       |
| ---------------------------- | ----------------------------------- | ------------------------------------------------------------------- |
| Fox’s Biscuits               | Biscotti e snack dolci              | Venduto a Ferrero nel 2020                                          |
| Goodfella’s                  | Pizze surgelate                     | Venduto a Nomad Foods nel 2018 (proprietario di Findus)             |
| Matthew Walker               | Pudding natalizi                    | Integrato in 2 Sisters Food Group                                   |
| Holland’s Pies               | Pasticci e prodotti da forno salati | Parte di 2 Sisters (poi venduto nel 2021 a The Compleat Food Group) |
| Pork Farms                   | Torte salate e snack da forno       | Venduto a Vision Capital nel 2007                                   |
| Bowyers                      | Prodotti di pasticceria salata      | Venduto a Vision Capital                                            |
| Park Cakes                   | Dolci e torte                       | Venduto a Vision Capital                                            |
| Fletchers Bakery             | Pane speciale                       | Venduto a Vision Capital                                            |
| Smith’s Flour Milling        | Macinazione di farina               | Venduto a Vision Capital                                            |
| Green Isle Foods             | Alimenti surgelati (Irlanda)        | Una parte fu chiusa, l’altra ristrutturata                          |
| NFT (Network Food Transport) | Logistica refrigerata               | Venduta durante la ristrutturazione nel 2006                        |